# Codice civile austriaco del 1811

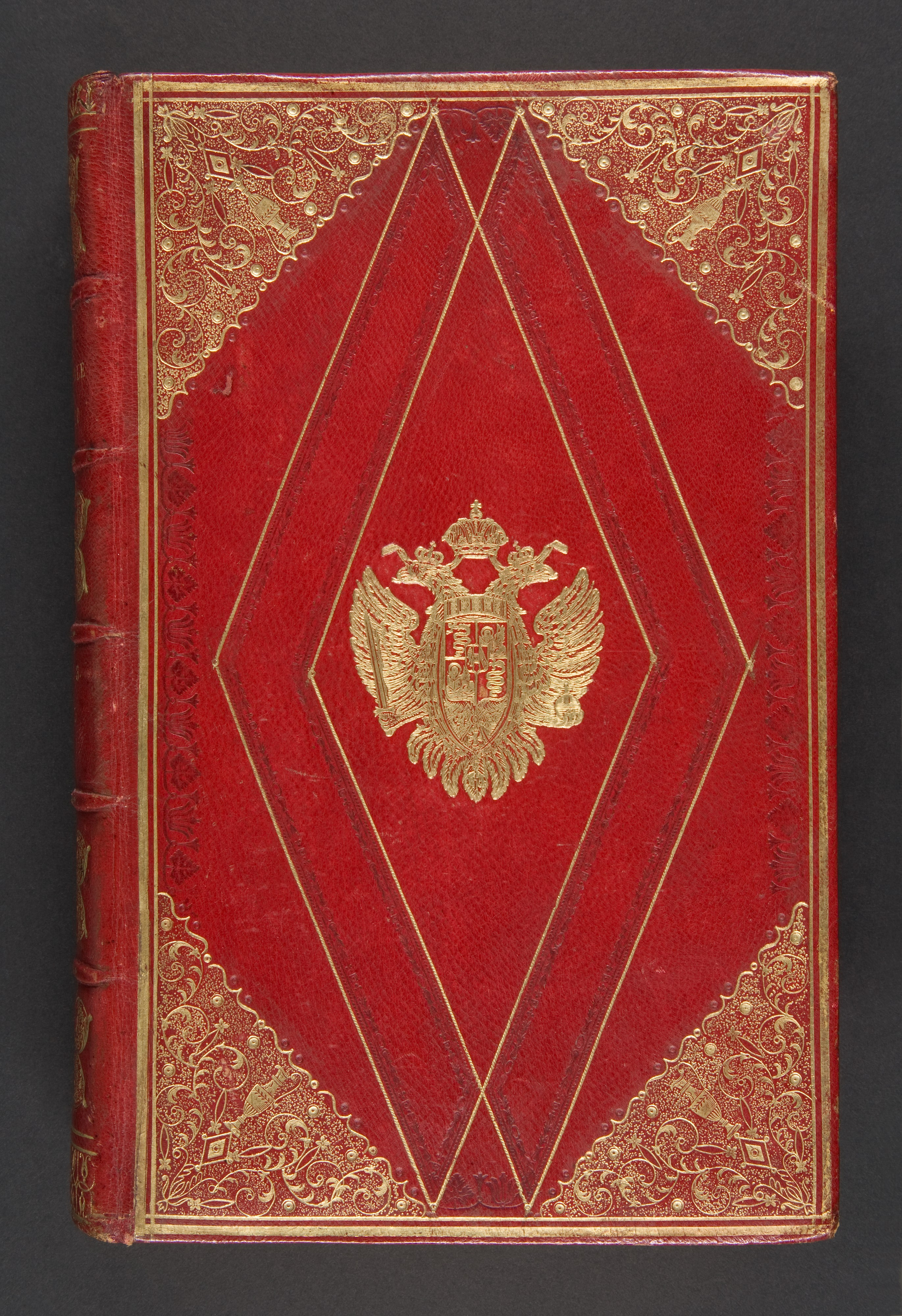

Il Codice civile austriaco del 1811 (in tedesco Allgemeines bürgerliches Gesetzbuch o ABGB) è il codice civile approvato nell'Impero austriaco da Francesco I d'Austria (conosciuto anche come Francesco Giuseppe Carlo d'Asburgo-Lorena o  Francesco II d'Asburgo-Lorena), il quale regnò in Austria dal 1804 al 1835. Tale codice entrò in vigore il 1º gennaio 1812.

## Vicende storiche
In Austria l'inizio della codificazione può essere fatta risalire al settecentesco Codex Austriacus, consolidazione del diritto del regno che si risolse in un'operazione di raggruppamento delle fonti che non aveva certo l'ardire di chiudere il sistema, ma lasciava ancora le porte aperte al diritto comune. 
Diretta derivazione di questo fu il più importante Codex Theresianus iuris civilis, la cui estensione e prolissità fu tale da sconsigliarne l'entrata in vigore. Il figlio di Maria Teresa d'Austria, Giuseppe II, riprese i lavori da capo e giunse nel 1787 ad emanare un primo libro del cosiddetto Codice civile giuseppino (che entrò in vigore solo in Galizia) riguardanti alcuni principi generali di stampo illuministico, il diritto delle persone e di famiglia.
Il Codice austriaco del 1811 fu, invece, realizzato da giuristi quali Carlo Antonio Martini e Franz von Zeiller e fu il primo codice austriaco a non essere etero-integrabile, che si promise cioè di non mettere soltanto ordine, ma che conteneva al suo interno una esplicita clausola di abrogazione delle fonti concorrenti fino ad allora in vigore.

## Sistematica
Più snello del Codice napoleonico - codice, secondo un principio statualista-imperativista, composto da norme-comando - quello austriaco - composto invece da norme-principio - si articola in tre libri e in paragrafi, non in articoli: la partizione sistematica di Gaio viene corretta dalla distinzione kantiana (di matrice illuministica) tra i diritti della persona e i diritti sulle cose, a loro volta distinti in diritti reali e diritti obbligatori. Mentre l'ABGB conta 1502 paragrafi, il Codice Napoleone ha 2281 articoli.
Il terzo libro riguarda invece le disposizioni generali sulla costituzione, modificazione ed estinzione dei rapporti giuridici. Le enunciazioni introduttive contengono le disposizioni preliminari che verranno parzialmente copiate dai codici successivi. In esso ritroviamo grande attenzione per il ruolo della ragione come antidoto al problema delle lacune e dei nessi logici (sono i primi accenni al ruolo dell'interpretazione), si fa inoltre esplicito riferimento all'analogia, come strumento per esprimere e cogliere il senso naturale della legge, da alcuni considerata come l'anticamera del ritorno a tutto ciò che si è tenuto fuori dal codice. E ciò, in effetti, lo si arguisce anche dagli istituti introdotti o conservati nel codice, che non rompevano adeguatamente con la tradizione giuridica del passato: si pensi al fedecommesso, prassi risalente al feudalesimo e fortemente limitativa della libertà testamentaria, che stonava assai con il principio di equità ed uguaglianza.

## Contenuti
Per quanto atteneva il trasferimento della proprietà dei beni, si distinguevano due modi di intendere il problema: non bastava il solo accordo (il consensualismo era principio tipico del Code Napoléon), ma era necessario un accordo materiale (traditio): gli effetti traslativi si verificavano cioè con la consegna della cosa). Per il trasferimento della proprietà, si rese necessaria la trascrizione- costitutiva -nelle tavole (intavolazione), ovvero in appositi registri, come avviene ancora oggi in Alto Adige. Per quanto concerneva il diritto di famiglia e, in particolare, il matrimonio, si discusse molto nella Commissione e alla fine si decise che, se in Francia esso figurava come contratto revocabile come qualsiasi altro, esso sarebbe rimasto un sacramento e, per questa ragione, irrevocabile e indissolubile. Alle comunità religiose minoritarie venne consentito un regime speciale. Il Codice fu poi esteso al Lombardo-Veneto e vi restò in vigore fino al 1859 in Lombardia e al 1866 in Veneto.
Nel suo "Commentario al codice civile universale austriaco", Franz von Zeiller cita Montesquieu (Lo spirito delle leggi) tra le fonti dottrinali; il Codice giuseppino del 1787, il Landrecht e il Titolo preliminare del Code Napoléon tra quelle normative; la legge sovrana e i principi generali (corrispondenti in sostanza alla filosofia del diritto) tra quelle interpretative. Come è possibile notare, si fa esplicito riferimento all'esperienza e alla scienza giuridica francese del tempo, segno che, nonostante formalmente, in materia, il modello francese e quello germanico-austriaco si ponessero in maniera antitetica (sistema "chiuso" e forte legalismo per il primo; sistema "aperto", anche al diritto naturale, per quanto concerne il secondo), sostanzialmente, vi fossero tra essi diverse e palesi convergenze (non essendo, tali modelli, pienamente applicati nella prassi).